# Castrillo de Don Juan
Castrillo de Don Juan település Spanyolországban, Palencia tartományban.  Lakosainak száma 181 fő (2024).

## Népesség
A település népessége az elmúlt években az alábbi módon változott:
| Lakosok száma | 333  | 305  | 285  | 271  | 239  | 237  | 230  | 207  | 190  | 181  |
|               | 2001 | 2004 | 2007 | 2009 | 2012 | 2014 | 2017 | 2019 | 2022 | 2024 |